# Indigofera emarginelloides
Indigofera emarginelloides är en ärtväxtart som beskrevs av Jan Bevington Gillett. Indigofera emarginelloides ingår i släktet indigosläktet, och familjen ärtväxter. Inga underarter finns listade i Catalogue of Life.